# Lilian Brassier
Lilian Brassier (ur. 2 listopada 1999 w Argenteuil) – francuski piłkarz, występujący na pozycji środkowego obrońcy we francuskim klubie Stade Brestois 29. Młodzieżowy reprezentant Francji.